# Vesele, Novomoskovsk
Vesele (în ucraineană Веселе) este un sat în comuna Novostepanivka din raionul Novomoskovsk, regiunea Dnipropetrovsk, Ucraina.

## Demografie
Componența lingvistică a localității Vesele
     Ucraineană (89,91%)
     Rusă (5,5%)
Conform recensământului din 2001, majoritatea populației localității Vesele era vorbitoare de ucraineană (89,91%), existând în minoritate și vorbitori de rusă (5,5%).